# Jamie Maclaren
Jamie Maclaren, född 29 juli 1993, är en australisk fotbollsspelare (anfallare) som spelar för Melbourne City och Australiens landslag.

## Landslagskarriär
Maclaren debuterade för Australiens landslag den 27 maj 2016 i en träningslandskamp mot England.